# Thierry Biscary
Thierry Biscary (Anhaux, Baja Navarra, 29 de agosto de 1976) es un cantante y percusionista francés. 

## Biografía
Originario de Anhaux, en el departamento de los Pirineos Atlánticos, parte del País Vasco Francés, ha interpretado todos los estilos de música en muchos grupos : Bost Gehio, Txitxab, Bolbora, Hegalka, Triki Traka, Kokin.
Le gusta transmitir la música y el canto tradicional a los jóvenes, además compone sus propias canciones.
En 2009, forma el grupo Kalakan con Paxkal Indo, apoyado por sus madrinas Katia y Marielle Labèque con quien toca el Bolero de Maurice Ravel con la txalaparta desde el mismo año. 
Con este trío, collabora con muchos músicos de varios géneros : música clásica (Freddy Eichelberger, Lachrimae Consort, Yves Rechsteiner y el grupo Alpbarock, Orchestre national Montpellier Languedoc-Roussillon, Gabriel Erkoreka, Orquesta Nacional de España y Juanjo Mena, Katia y Marielle Labèque), música del mundo (Oreka Tx, Artus, Dobet Gnahoré...) o música pop.
En 2012, con el trío Kalakan hace la gira mundial The MDNA Tour de Madonna.
Después de un año de locura, vuelve al País Vasco con sus compañeros y sigue haciendo música con el mismo trío.
Todas estas experiencias, a menudo le devuelven al punto de partida : la música tradicional (que no es estática, ni colocada en un museo, sino que se trata de cultura viva) y el canto monofónico o polifónico.
En 2018, presenta sus propias canciones bajo nombre artístico Manez. Publica su primer disco Manez eta Kobreak con un grupo de metales cantantes. En 2020, edita su segundo álbum Muda, por primera vez con su nombre propio.

## Discografía
- 2018 : Manez eta Kobreak[13]
- 2019 : Manez B.
- 2020 : Muda[14]

En grupos
- 2003 : Hain urrun hain hurbil con Hegalka
- 2006 : Eta kantuz hasi ziren con Kokin
- 2010 : Kalakan[15] con Kalakan
- 2015 : Elementuak[16] y B_aldeak[17] con Kalakan.

Aparece también en los siguientes discos : 
- 2005 : Sarberri[18] con Triki Traka
- 2006 : Ravel[19] con Katia y Marielle Labèque
- 2007 : Euskal Rock unplugged[20] con Triki Traka
- 2013 : Silex SiO2[21] con Oreka Tx
- 2013 : MDNA World Tour con Kalakan y Madonna
- 2018 : Amoria[22] con Katia y Marielle Labèque
- 2019 : Koklea[23] con Oreka Tx

## Filmografía
- 2002 : Le Bleu de l'océan, miniserie realizada por Didier Albert
- 2012 : The Labeque way,[24] documental de Félix Cábez
- 2013 : Katia et Marielle Labeque, rock et baroque,[25] documental de Fabrice Ferrari y Constance Lagarde
- 2013 : MDNA World Tour, DVD live
- 2015 : Kalakan and friends,[26] un concierto grabado y realizado por Les Films Figures Libres
- 2015 : Faire la parole, documental de Eugène Green
- 2020 : Boléro, le refrain du monde, documental de Anne-Solen Douguet y Damien Cabrespines